# Probleme de tip Gettier
Denumirea generică probleme de tip Gettier se referă la  orice experiment mental din epistemologia contemporană care demonstrează că definiția clasică a cunoașterii ca opinie adevărată și întemeiată nu oferă condițiile necesare si suficiente pentru ca un subiect S să cunoască o propoziție oarecare p.  Sintagma propriu-zisă „problema lui Gettier” desemneaza exemplele aduse de Edmund L. Gettier în lucrarea „Is Justified True Belief Knowledge?” publicată în 1963. In această lucrare filosoful american propune două scenarii în care cele trei criterii (opinia, adevărul și întemeierea) sunt respectate, dar în care nu putem vorbi propriu-zis de cunoaștere.
 
Problema lui Gettier mai este numită și "problema celei de-a patra condiții", deoarece conduce la întrebarea "Există vreo a patra condiție convenabilă ce poate fi adăugată la cele trei expuse in definiția tradițională a cunoașterii?"

## Cunoașterea ca opinie adevărată și întemeiată
Definiția clasică  a cunoașterii ca „opinie adevărată, însoțită de justificare” a fost formulată și discutată pentru prima dată in dialogul platonician „Theaitetos” și a fost ulterior reluată și dezvoltată de filosofii care au inaugurat filosofia analitică a cunoașterii din secolul al XX-lea. Definiția tradițională a cunoașterii poate fi formulată astfel:
Se cunoaște că propoziția p este adevărată dacă și numai dacă: 
(a) p este adevărată;
(b) S crede că p este adevărată;
(c) S este întemeiat sa creadă că p este adevărată.

## Contraexemplele lui Gettier
Gettier folosește două contraexemple la analiza clasica a cunoașterii, adică opinii adevărate si întemeiate (satisfac cele trei condiții stipulate in definiția tradițională) dar pe care nu vom fi dispuși să le acceptăm. Astfel, e posibil sa acceptăm cu temeiuri o judecată care e de fapt falsă, și să deducem din această judecată o judecată adevărată (în mod întâmplator); această judecată va fi și adevarată și întemeiata; cu toate acestea ea
nu va fi în acord cu intuiția noastră spontană cu privire la condițiile pe care trebuie să le satisfacă o opinie pentru a fi recunoscută drept cunoastere. In acest mod se contestă că adevărul și întemeierea sunt condiții suficiente pentru ca o opinie să reprezinte cunoaștere; ele sunt doar condiții necesare ale cunoașterii.

### Cazul I
Să presupunem că Smith și Jones concurează pentru o anumită slujbă. și să mai presupunem că Smith are temeiuri puternice pentru urmatoarea propoziție conjunctivă:

(d) Jones este cel care va primi slujba, și Jones are zece monede în buzunar.

Temeiurile lui Smith pentru (d) ar putea fi că președintele companiei l−a asigurat ca Jones va fi în cele din urma selectat și că el, Smith, a numărat monezile din buzunarul lui Jones acum zece minute. Propoziția (d) implica:

(e) Cel care va primi slujba are zece monezi în buzunar.

Să presupunem că Smith sesizează implicația de la (d) la (e), și acceptă (e) pe temeiul lui (d), pentru care el are temeiuri puternice. În acest caz, Smith este clar întemeiat sa creadă că (e) este adevarată.
 
Dar să ne imaginam mai departe că, fara știința lui Smith, el însuși, și nu Jones, va primi slujba, si de asemenea, fara știința lui Smith, el însuși are zece monede în buzunar. Propoziția (e) este atunci adevărata, desi propoziția (d), din care Smith a inferat (e), este falsă. În exemplul nostru, atunci, fiecare dintre următoarele este adevărată:
 (i) (e) este adevărată,
 (ii) Smith crede ca (e) este adevărată, si
 (iii) Smith este întemeiat sa creada ca (e) este adevărată.
 Dar este la fel de clar că Smith nu cunoaște că (e) este adevărată; căci (e) este adevărată în virtutea numărului de monede din buzunarul lui Smith, în timp ce Smith nu cunoaste câte monede sunt în buzunarul lui Smith, și își bazează opinia sa că (e) pe o numărare a monezilor din buzunarul lui Jones, despre care el crede în mod fals că este cel care va primi slujba.

### Cazul al II-lea
Să presupunem ca Smith are temeiuri puternice pentru urmatoarea propoziție:

(f) Jones deține un Ford.
 
Temeiurile lui Smith ar putea fi că Jones deținea o mașină în toate momentele din trecut înregistrate în memoria lui Smith, totdeauna un Ford, și că Jones tocmai i−a oferit o plimbare lui Smith în timp ce conducea un Ford. Să ne imaginăm acum că Smith are un alt prieten, Brown, fiind complet neștiutor cu privire la locul în care se afla acesta. Smith selecteaza trei toponime complet la întâmplare, si construiește următoarele trei propoziții:

(g) Fie Jones deține un Ford, fie Brown este în Boston;

(h) Fie Jones deține un Ford, fie Brown este în Barcelona;

(i) Fie Jones deține un Ford, fie Brown este în Brest−Litovsk.

Fiecare dintre aceste propoziții este implicata de (f). Sa ne imaginam că Smith realizează implicația de la (f) la fiecare dintre aceste propoziții pe care le−a construit, și acceptă (g), (h) si (i) pe baza lui (f).
Smith a inferat corect (g), (h) si (i) dintr−o propoziție pentru care are temeiuri puternice. Smith este prin urmare complet întemeiat în a crede fiecare dintre aceste trei propoziții. Smith, desigur, nu are idee unde se afla Brown.

Dar sa ne imaginam acum că se realizeaza doua condiții suplimentare. Întâi, Jones nu deține un Ford, ci conduce în prezent o mașina închiriată. Iar în al doilea rând, prin cea mai pura coincidență, si în întregime fară știința lui Smith, locul menționat în propoziția (h) se întâmpla sa fie în realitate locul în care este Brown. Dacă aceste doua condiții se realizează, atunci Smith nu cunoaste că (h) este adevărată, deși:
 (i) (h) este adevarata,

(ii) Smith crede că (h) este adevărată, și
 (iii) Smith este întemeiat să creadă că (h) este adevărată.

Aceste două exemple arată ca definiția tradițională nu fixeaza condiții suficiente pentru cunoașterea de către cineva a unei propoziții date.

## Alte contraexemple
Deși Gettier este considerat primul filosof care a sesizat că definiția tradițională a cunoașterii este inadecvată, alți filosofi precum Alexius Meinong în 1906 și Bertrand Russell în 1948 au formulat exemple ce puneau în încurcătură definiția clasică.

### Meinong și harpa eoliană
Meinong ia în considerare cazul unei grădini din Austria în care există o harpă eoliană facută pentru a rasuna în bataia vântului și pentru a ține, astfel, păsările la distanță. "Să presupunem acum", spune el, "că cineva care a trăit în vecinatatea unui asemenea aparat a devenit de−a lungul timpului aproape surd si a dezvoltat o tendință de a avea halucinații auditive. S−ar putea întâmpla cu usurință ca el sa aibă într−o halucinație sunetele familiare ale harpei eoliene chiar în momentul în care aceste sunete ar putea de fapt să fie auzite". Daca acest lucru s−ar întâmpla, atunci s−ar putea spune că acel om să aibă o opinie adevarată și întemeiată în privința faptului că harpa rasună atunci. Totuși, cu greu s−ar putea spune că, prin aceasta, el știa că harpa răsuna, de fapt, atunci.

### Exemplele date de Bertrand Russell
In lucrarea „Human Knowledge: Its Scope and Limits” Bertrand Russell scria: "Este foarte ușor să se dea exemple de opinii adevarate care nu reprezinta cunoastere. Gândiți−vă la omul care se uită la un ceas ce nu merge, deși el crede ca funcționează, și care se întâmplă să se uite la el în momentul în care arată ora corect; acest om dobândește o opinie adevarată despre ora exactă, dar nu se poate spune despre el că posedă cunoastere. Gândiți−vă la omul care crede, pe bună dreptate, că numele de familie al Primului−Ministru in 1906 începe cu B, dar care crede aceasta deoarece socotește că Balfour a fost Prim−Ministru atunci, în timp ce Prim−Ministru era, de fapt, Campbell Bannerman". Daca adaugăm, în aceste cazuri, că propozițiile în cauză, fiind adevărate, sunt și întemeiate, atunci dispunem de noi contraexemple la definiția tradițională a cunoașterii.

### Exemplul dat de Chisholm
Pornind de la cazurile oferite de Gettier, Roderick Chisholm formulează in lucrarea "Theory of Knowledge" următorul exemplu: "Un om consideră  că există o oaie pe câmp si consideră acest lucru în condiții de așa natura încât, atunci când cineva consideră în acest fel ca există o oaie pe câmp, este întemeiat pentru el că există o oaie pe câmp. Omul, însa, a luat un câine drept oaie si, prin urmare, ceea ce vede nu este în nici un caz o oaie. Totuși, fără ca el sa banuiască, există o oaie în alta parte a câmpului. Așadar, propoziția că există o oaie pe câmp va fi, în același timp, adevarată si întemeiată si, de asemenea, acceptată de către el. Dar situația nu ne îndreptațeste să spunem că el știe că există o oaie pe câmp."”